# Бытинки
Бытинки — деревня в городском округе Домодедово Московской области России. С 1994 по 2006 относилась к Вельяминовскому сельскому округу.
Расположена на реке Люторке, в 31 км к югу от центра города Домодедово. Вблизи также находится исток реки Каширки, левого притока Оки. Ближайшие населённые пункты — деревни Коченягино — 500 м и Щеглятьево — 2,5 км, а также село Добрыниха — 2,5 км. Рядом с Бытинками — в полутора-двух километрах находится железнодорожная станция Повадино.
В деревне Бытинки существовала помещичья усадьба, которая принадлежала Ф. И. Мейеру и относилась к 3-му стану Вельяминовской волости Серпуховского уезда. Ближайшей железнодорожной станцией к усадьбе была станция Вельяминово, расположенная в 12 км от усадьбы.

## Население
| 2002 | 2010 |
| ---- | ---- |
| 13   | ↘2   |